# Compania Tompa Miklós din Târgu Mureș
Compania „Tompa Miklós” (în maghiară Tompa Miklós Társulat) este secția în limba maghiară a Teatrului Național din Târgu Mureș. Precursoarea ei este Teatrul Secuiesc din Târgu Mureș (în maghiară Székely Színház), fondat în 1946 de Miklós Tompa, János Kemény și Olivér Pittner, cu sprijinul Uniunii Populare Maghiare (MNSZ). Prima reprezentație a Teatrului Secuiesc a avut loc la 10 martie 1946, în Palatul Culturii din Târgu Mureș, cu opereta Țara surâsului (A mosoly országa) de Franz Lehár, în care au jucat actorii orădeni György Lóránt și Irén Kovács. Dirijor a fost Sándor Tóth. 

## Istoric

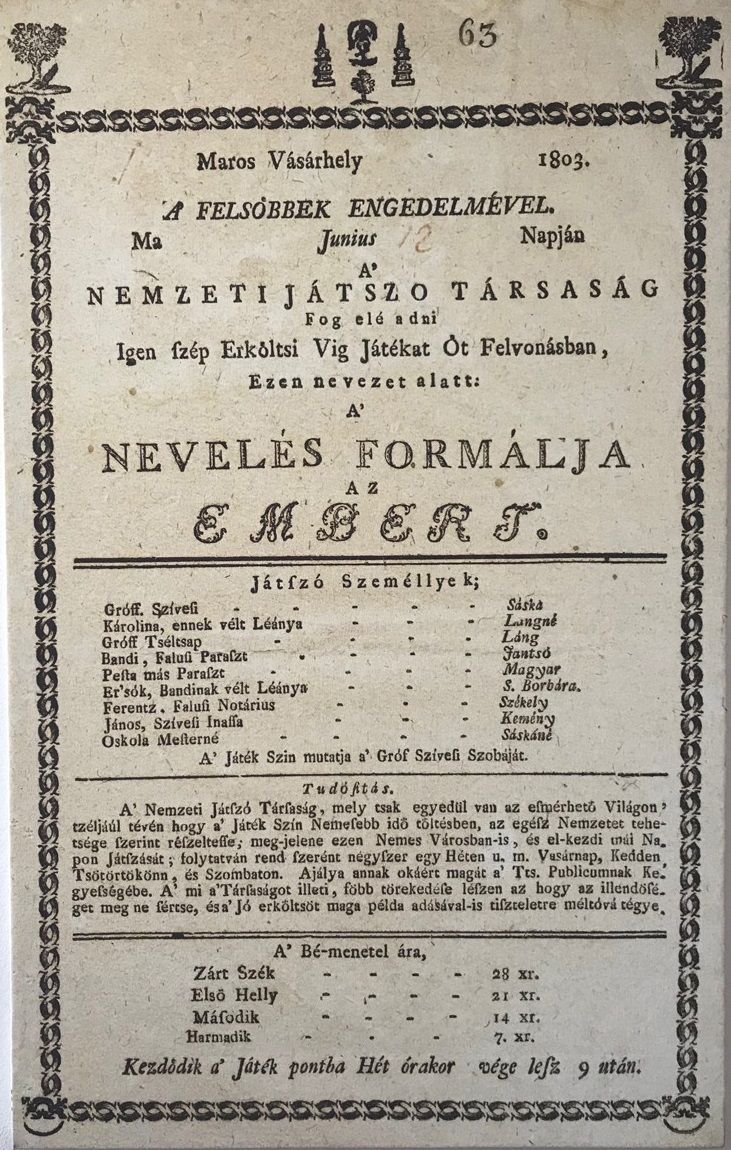
Afișul târgumureșean din 1803 a Trupei Naționale din Cluj

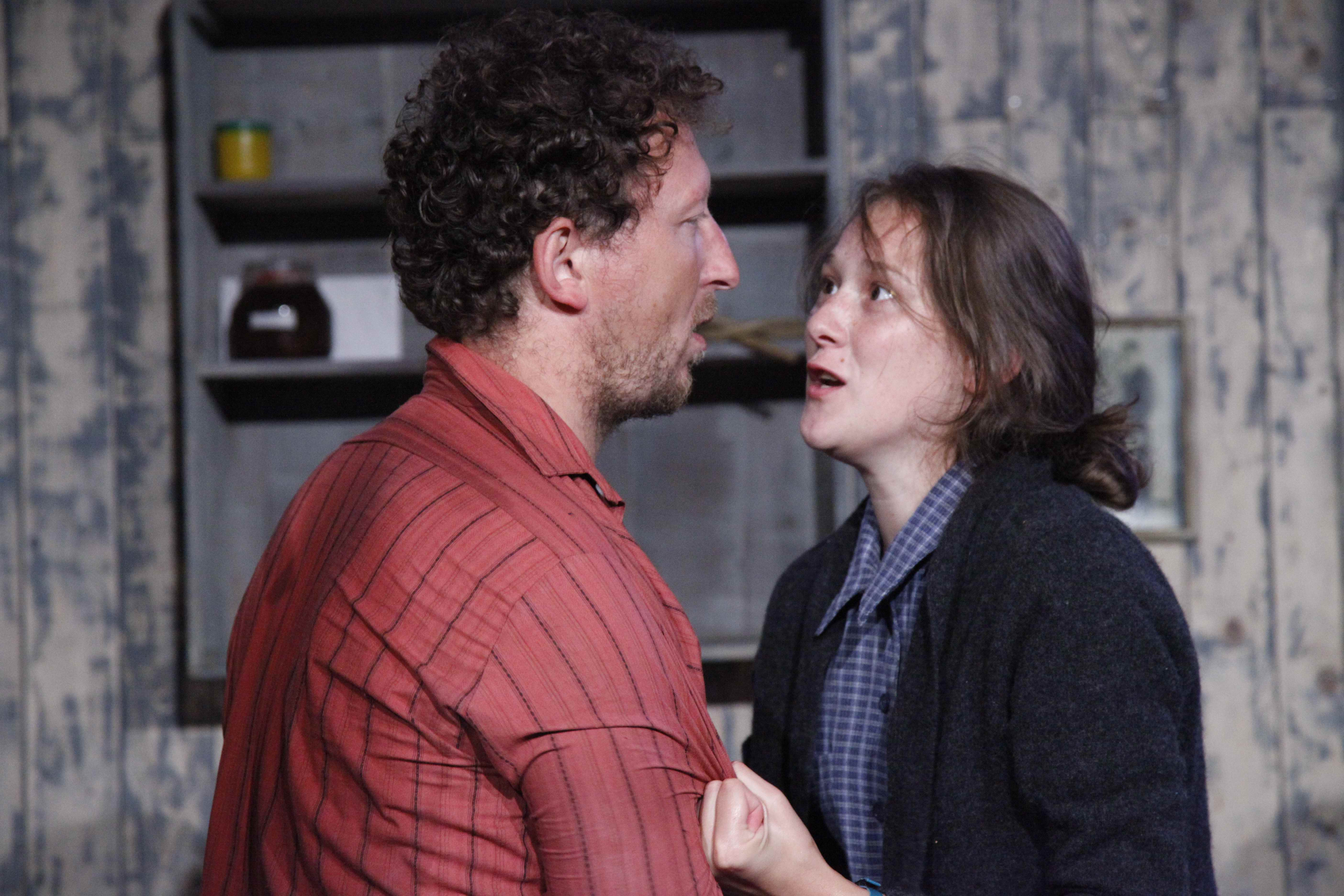
Spectacolul „Bányavirág” (Flori de mină) a companiei

### Începutul
Trupa de teatru permanent din Cluj, fondată în 1792, a jucat în mod regulat între 1803-1820 pe scena de lemn aflată pe piața dintre bastioanele măcelarilor și dogarilor. După finalizarea construcției Palatului Apollo în 1822 de către contele Sámuel Teleki, această clădire a devenit lăcașul pieselor de teatru ale trupelor care vizitau orașul. Pe scena palatului au jucat Róza Déryné Széppataki, Anna Kántorné Engelhardt, Lujza Blaha, Mari Jászai, Gyula Kovács și István Szentgyörgyi.

### Teatrul Secuiesc
Miklós Tompa, primul director, a reușit să adune pe scena Palatului Culturii o trupă de actori care a format coloana vertebrală a teatrului timp de ani de zile. Membrii principali ai trupei au fost: Ferenc Delly, Ernő Szabó, György Kovács, Margit Kőszegi, Oszkár Borovszky, Márton Andrási, Lucy Hamvay, Rudolf Váradi, László Kiss, Béla Lantos, Duci Szabó etc. În primul sezon au fost reprezentate mai multe spectacole de operetă, plus farsa satirică A doktor úr de Ferenc Molnár, dar în stagiunea de toamnă au fost programate spectacole cu piese de teatru în proză precum: Mătrăguna (Mandragóra) de Niccolò Machiavelli, Liliom de Ferenc Molnár, Cavalerul mut (A néma levente) de Jenő Heltai și Discipolul diavolului (Az ördög cimborája) de George Bernard Shaw. 
În 1948, după naționalizare, teatrul a continuat să funcționeze ca „Teatrul Secuiesc de Stat” (Állami Székely Színház). Repertoriul teatral s-a dezvoltat: locul spectacolelor de operetă a fost preluat de spectacole cu capodopere ale literaturii maghiare și universale. Au fost reprezentate aici piesele: Banul Bánk (Bánk bán) de József Katona, Chef boieresc (Úri muri) de Zsigmond Móricz, Paraziții (Ingyenélők) și Buborékok de Gergely Csiky, Făclia (Fáklyaláng) de Gyula Illyés, Învățătoarea (A tanítónő) de Sándor Bródy, Budai Nagy Antal de Károly Kós, Csongor și Tünde (Csongor és Tünde) de Mihály Vörösmarty, Familia Tót (Tóték) de István Örkény, piese rusești scrise de Maxim Gorki, Anton Cehov și Nikolai Gogol, piese clasice de Molière, Shakespeare și Edmond Rostand, piese moderne de Tennessee Williams și Friedrich Dürrenmatt, piese românești scrise de I.L. Caragiale și Tudor Mușatescu sau piese maghiare moderne (Fecskeszárnyú szemöldök, Tékozló szerelem și Formidabilul Ghedeon de András Sütő, Menekülés de Lajos Szabó etc.). 
Calitatea spectacolelor a crescut prin implicarea unor regizori proeminenți, ca: György Harag, Lajos Kőmíves Nagy, István Farkas, András Hunyadi, Elemér Kincses, Géza Gergely, Gábor Tompa și a regizorilor invitați: Sică Alexandrescu, Moni Ghelerter, Ferenc Kovács și József Szabó. Decorurile și costumele au fost realizate de artiști recunoscuți, precum: Lajos Háry, György Szakács, Árpád Kemény, Edit Schranz-Kunovits, Romulus Fenes și Anna K. Tamás. În ultima jumătate de secol, mai mulți actori cunoscuți au venit aici ca invitați, printre care: Margit Bara, Mária Bisztrai, József Csóka, László Gróf și Endre Senkálszky.

### Secție a Teatrului Național din Târgu Mureș
În 1962, după înființarea la Târgu Mureș a unei secții teatrale în limba română, Teatrul Secuiesc și-a schimbat denumirea în „Teatrul de Stat din Târgu Mureș”. Cele două companii teatrale s-au mutat, începând din anul 1973, într-o clădire nouă, modernă, cu o sală în formă de amfiteatru cu 600 de locuri, tapiserii, covoare, mobilier și candelabre. Clădirea a fost construită pe locul unde se afla o biserică franciscană și mai multe edificii istorice, care au fost demolate. Primul spectacol reprezentat în noua clădire a fost Puterea și Adevărul de Titus Popovici, în regia lui György Harag. În 1978, Teatrul de Stat din Târgu Mureș a fost ridicat la rangul de teatru național. Începând din 1998, cele două secții ale Teatrului Național din Târgu Mureș au fost denumite Compania „Tompa Miklós” și Trupa „Liviu Rebreanu”.

### Artiști renumiți
Câțiva artiști ai teatrului secuiesc au fost distinși cu premii și alte onoruri, precum Miklós Tompa (premiul de stat, maestru emerit al artei, premiul „Tamási Áron”), Ernő Szabó (premiul de stat, artist emerit), Ferenc Delly (premiul de stat), György Kovács (premiul de stat, artist al poporului), Margit Kőszegi (artist emerit) și Loránd Lohinszky (artist emerit, premiul „Kovács György” al Societății Maghiare de Cultură din Transilvania - EMKE).

## Locații

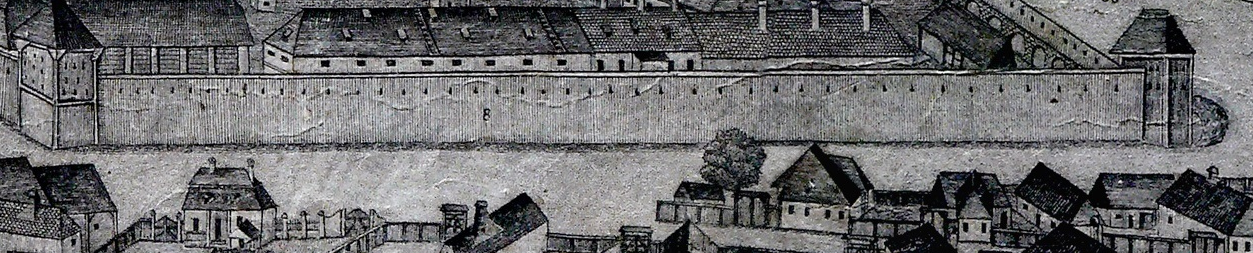
Piața dintre bastioanele măcelarilor și dogarilor a fost prima locație unde s-au jucat spectacole de teatru în mod regulat (1803-1820)
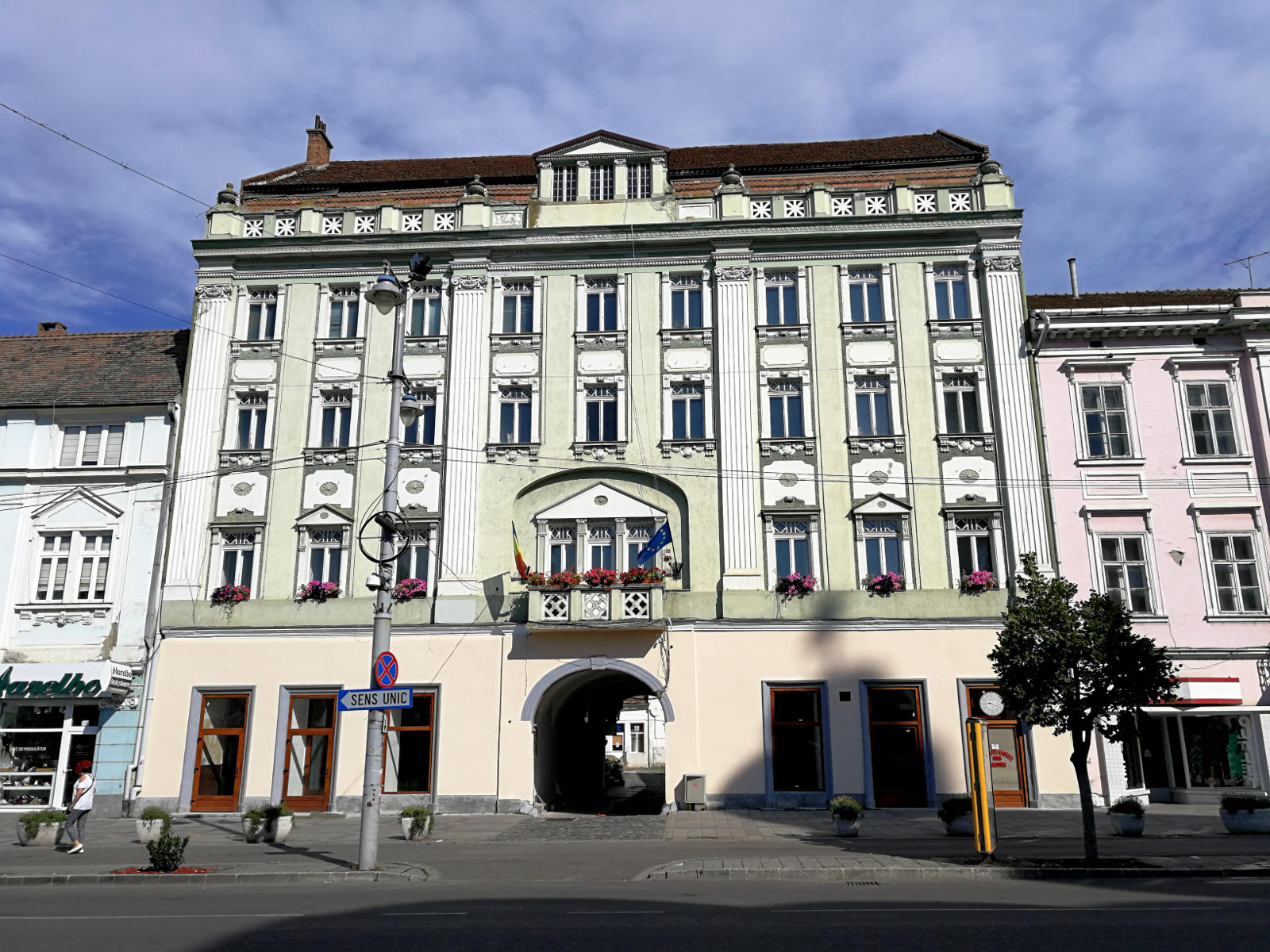
Palatul Apollo a fost lăcașul de piatră a trupelor aflate în vizită
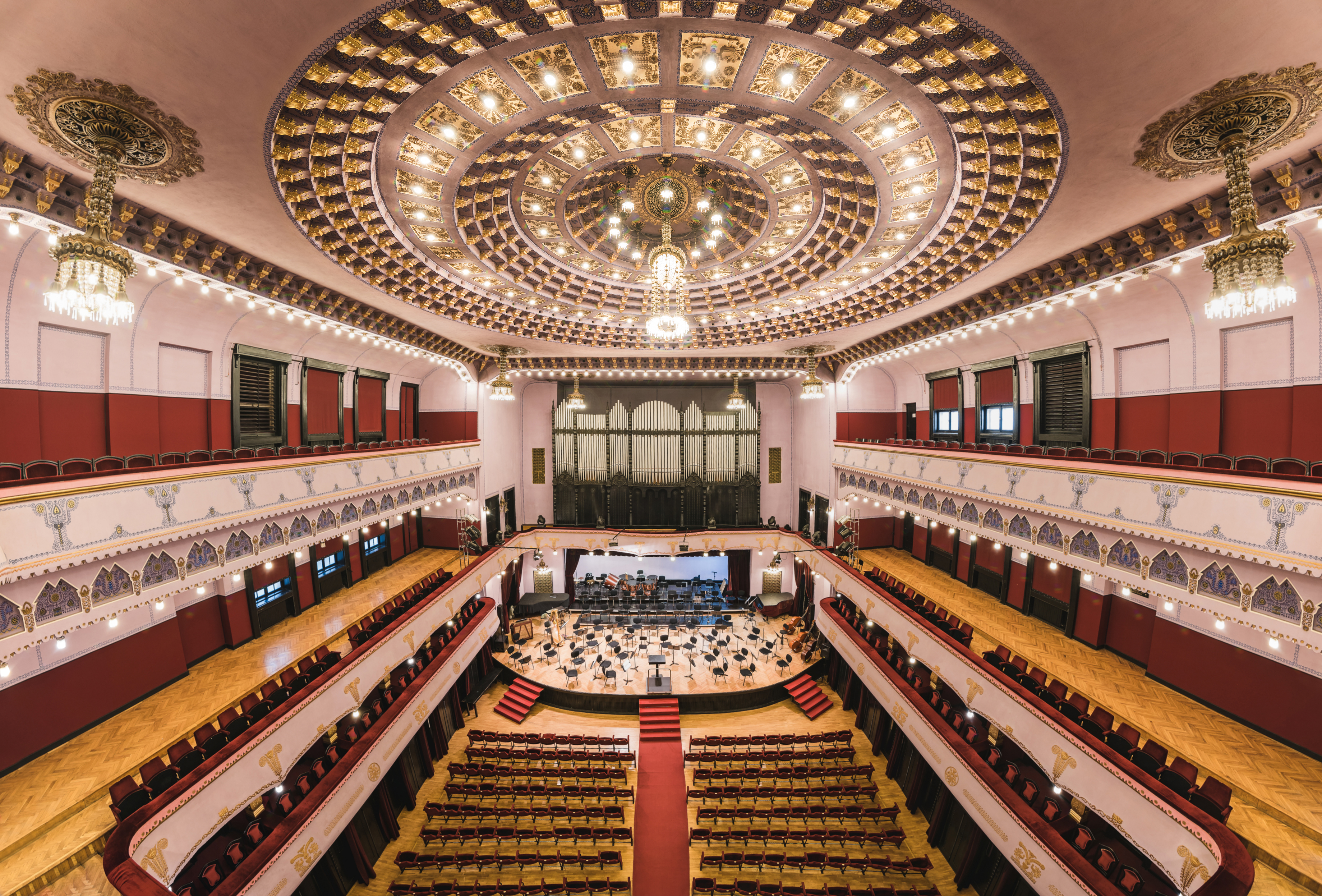
Între 1946-1973 Teatrul Secuiesc, apoi Teatrul Secuiesc de Stat și Teatrul de Stat, a jucat pe scena Palatului Culturii
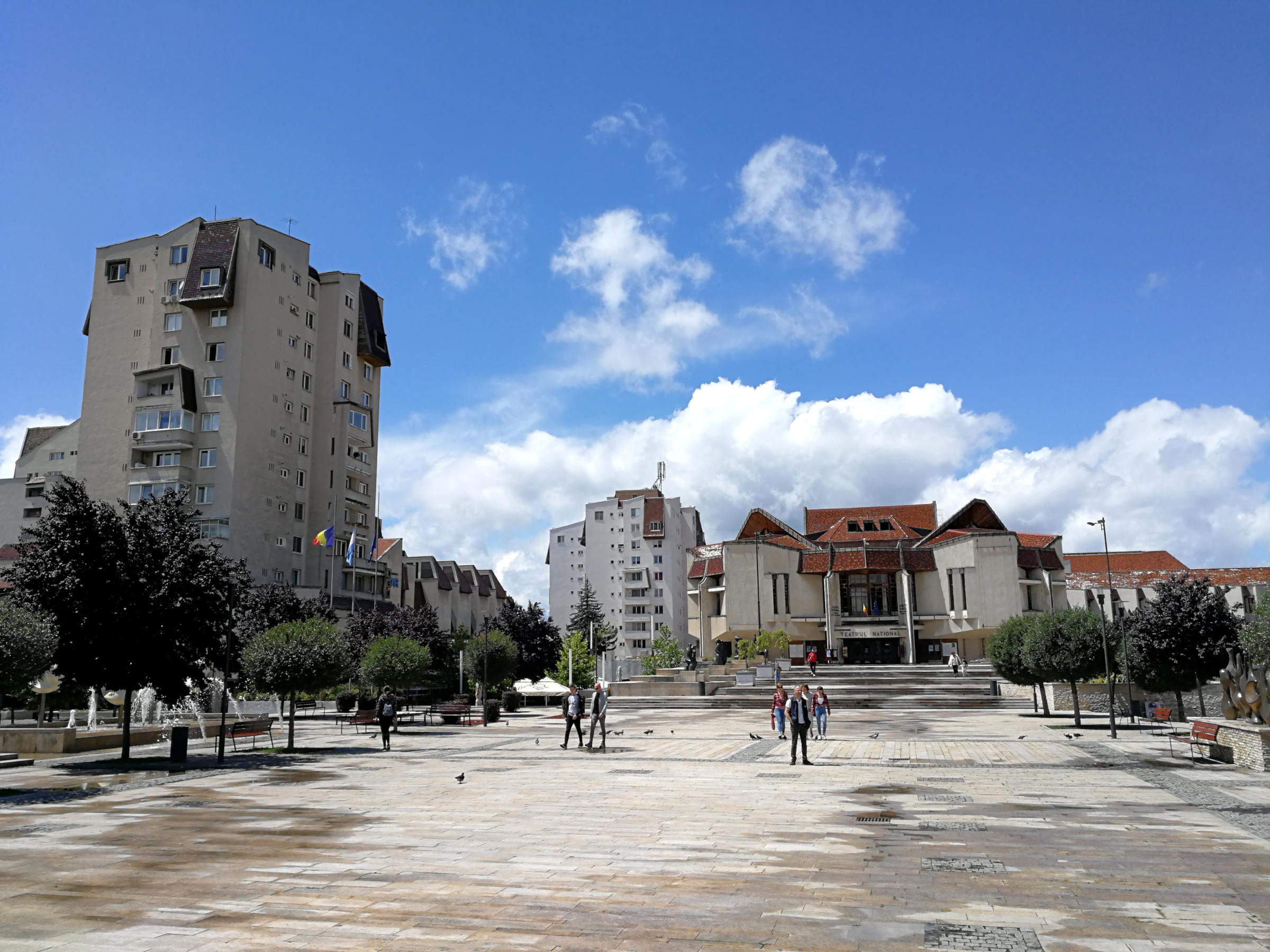
Din 1973 își are sediul în clădire nouă